# Bitwa o Łódź (1945)
Bitwa o Łódź – zdobycie miasta Łódź przez oddziały 1 Frontu Białoruskiego 19 stycznia 1945 roku podczas operacji wiślańsko-odrzańskiej w toku II wojny światowej.

## Sytuacja
18 stycznia 1945 roku jednostki 1 Frontu Białoruskiego pod dowództwem marszałka Gieorgija Żukowa: 1. i 2 Gwardyjska Armia Pancerna, wzmogły tempo natarcia w ramach operacji wiślańsko-odrzańskiej i osiągnęły główne linie komunikacyjne prowadzące do Berlina. 8 Gwardyjska Armia atakująca z przyczółka warecko-magnuszewskiego, osiągnęła przedpola Łodzi.
Tego samego dnia o 13:00 kolumny jednostek 28. i 29 Gwardyjskiego Korpusu Armijnego osiągnęły linię kolejową Warszawa – Piotrków Trybunalski, a rozpoznanie dotarło na przedpola Dmosina, Brzezin i Gałkowa. 5 Armia Uderzeniowa wyzwoliła Łowicz.

### Przygotowania do szturmu
Generał Wasilij Czujkow podjął decyzję o ataku na miasto. Opracowano plan szturmu.
Wojska zatrzymano na rubieży Dmosin – Brzeziny – Gałków. Żołnierzom dano jedną dobę odpoczynku. Do 2:00 oddziały rozpoznawcze dywizji uzyskały dane o siłach nieprzyjaciela w Łodzi i przyległych miastach. Następnie dywizje pierwszego rzutu 28. i 29 Gwardyjskiego Korpusu Armijnego (w sumie cztery dywizje) podeszły do miasta, żeby o świcie zająć pozycje wyjściowe do natarcia. Plan przewidywał obejście Łodzi od północy i zachodu.

## Szturm
W szturmie brały udział główne siły korpusów (28. i 29.), wykonując jednoczesne uderzenia ze wschodu, północnego wschodu i z zachodu, przez Zgierz na Konstantynów Łódzki. 88 Gwardyjska Dywizja Strzelecka, prowadząca natarcie na szerokim froncie, wyszła na linię Piątek – Ozorków. Grupa pancerna, złożona z 11 Brygady Pancernej i trzech samodzielnych pułków czołgów, pod dowództwem generała Matwieja Wajnruba, szybkim manewrem znalazła się na zachodnim skraju miasta i zamknęła wojskom niemieckim drogi odwrotu. 4 Gwardyjski Korpus Armijny, pozostający w odwodzie, przerzucono na prawe skrzydło. Chciano uniknąć walk w mieście. O północy korpusy i dywizje przystąpiły do szturmu. Koło południa strzelanina przeniosła się ze śródmieścia do dzielnic południowych. Jednostki 28 Gwardyjskiego Korpusu Armijnego wraz z grupą pancerną generała Wajnruba podjęły natarcie. Grupa generała Wajnruba dotarła na południowo-zachodni skraj Łodzi, a jednostki 28 Gwardyjskiego Korpusu Armijnego zajęły Ozorków, Aleksandrów Łódzki i Radogoszcz. Zwiadowcy osiągnęli szosę Łódź–Konstantynów Łódzki. Oddziały niemieckie szybko wycofały się na południowy zachód. Wielu żołnierzy niemieckich wzięto do niewoli.
19 stycznia Łódź została zajęta przez 8 Gwardyjską Armię wspieraną przez związki taktyczne 16 i 18 Armii Lotniczej.

## Następstwa
Miasto nie zostało zniszczone w wyniku walk (działały między innymi wodociągi i elektrownia). Radość mieszkańców zmąciła wiadomość o mordzie dokonanym przez Niemców w więzieniu na Radogoszczu oraz ekscesy oddziałów tyłowych Armii Czerwonej w Łodzi i okolicach.